# Rallye Sierra Morena
Le Rallye Sierra Morena est une épreuve de rallye qui se déroule à Cordoue, (Andalousie), en Espagne, à proximité de la Sierra Morena et organisée par l'Automobile Club de Cordoue. La première eu lieu en 1978 et a compté pour le Championnat d'Espagne de Rallye à diverse occasions. Depuis 2021 il fait partie du Super Championnat d'Espagne de Rallye et en 2025 du Championnat d'Europe des Rallye.

## Histoire
La première édition, organisé par l'Escudería Mezquita, eut lieu en 1978, faisant partie du Championnat d'Andalousie des Rallyes. Deux ans plus tard, il fut intégrée au Championnat d'Espagne. En 1990, il est intégré au Championnat d'Europe des Rallyes, mais l'année suivante, se retrouva à nouveau uniquement en lice pour le Championnat d'Andalousie.
En 1993, il a été inscrit au Championnat d'Espagne, où il est resté présent pendant quatre ans. L'épreuve n'a pas eu lieu entre 1999 et 2003. En 2004, l'équipe Rall Racing a décidé de le relancer et a réussi à l'intégrer au championnat national en 2008. Depuis 2012, l'Automobile Club de Cordoue en assure l'organisation. En 2025, il retrouve le Championnat d'Europe des Rallyes.

## Palmarès
| Annnée | Edition                          | Pilote                                                | Copilote                         | Voiture                          | Championat                                  |
| ------ | -------------------------------- | ----------------------------------------------------- | -------------------------------- | -------------------------------- | ------------------------------------------- |
| 1978   | 1.º Rally Sierra Morena          | Teo Ibáñez                                            | Juan de Dios Jiménez             | SEAT 124                         |                                             |
| 1979   | 2.º Rally Sierra Morena          | José Luis Vilches                                     | José Muñoz López                 | Alpine Renault A110-1600         |                                             |
| 1980   | 3.º Rally Sierra Morena          | Enrique Villar                                        | Luis Javier Olmedo               | Porsche 911 SC                   | Championnat d'Espagne des rallyes           |
| 1981   | 4.º Rally Sierra Morena          | Jorge de Bagration                                    | Víctor Sabater                   | Lancia Stratos HF                | Championnat d'Espagne des rallyes           |
| 1982   | 5.º Rally Sierra Morena          | Marc Etchebers                                        | Mª Christine Etchebers           | Porsche 911                      | Championnat d'Espagne des rallyes           |
| 1983   | 6.º Rally Sierra Morena          | Carlos Piñeiro                                        | Carlos Orozco                    | Porsche 911 SC                   | Championnat d'Espagne des rallyes           |
| 1984   | 7.º Rally Sierra Morena          | Antonio Zanini                                        | Josep Autet                      | Ferrari 308 GTB                  | Championnat d'Espagne des rallyes           |
| 1985   | 8.º Rally Sierra Morena          | Salvador Servià                                       | Jordi Sabater                    | Lancia Rally 037                 | Championnat d'Espagne des rallyes           |
| 1986   | 9.º Rally Sierra Morena          | Carlos Sainz                                          | [[Antonio Boto\|]] Antonio Boto  | Renault 5 Maxi Turbo             | Championnat d'Espagne des rallyes           |
| 1987   | 10.º Rally Sierra Morena         | Borja Moratal                                         | Alfredo Rodríguez                | Peugeot 205 GTI                  | Championnat d'Espagne des rallyes           |
| 1988   | 11.º Rally Sierra Morena         | Carlos Sainz                                          | Luis Moya                        | Ford Sierra RS Cosworth          | Championnat d'Espagne des rallyes           |
| 1989   | 12.º Rally Sierra Morena         | [[Josep Bassas i Vilasis\|]] Josep Bassas             | Antonio Rodríguez                | BMW M3                           | Championnat d'Espagne des rallyes           |
| 1990   | 13.º Rally Sierra Morena         | Jesús Puras                                           | José Arrarte                     | Lancia Delta HF Integrale        | Championnat d'Espagne des rallyes, ERC      |
| 1991   | 14.º Rally Sierra Morena         | Francisco Palomo                                      | M. Santos                        | Peugeot 205 GTI                  |                                             |
| 1992   | 15.º Rally Sierra Morena         | Juan Antonio Tobaruela                                | Juan García Cobler               | Peugeot 309 GTI                  |                                             |
| 1993   | 16.º Rally Sierra Morena         | Rafael Palomares                                      | José Ramos                       | Ford Sierra RS Cosworth          |                                             |
| 1994   | 17.º Rally Sierra Morena         | Luis Climent                                          | José Antonio Muñoz               | Opel Astra GSI 16v               | CERA                                        |
| 1995   | 18.º Rally Sierra Morena         | Oriol Gómez                                           | Marc Martí                       | Renault Clio Williams            | CERA                                        |
| 1996   | 19.º Rally Sierra Morena         | Borja Moratal                                         | Alfredo Rodríguez                | Peugeot 306 Maxi                 | CERA                                        |
| 1997   | 20.º Rally Sierra Morena         | Jaime Azcona                                          | Julius Billmaier                 | Peugeot 306 Maxi                 | CERA                                        |
| 1998   | 21.º Rally Sierra Morena         | Miguel Ángel Fuster                                   | José Vicente Medina              | Peugeot 106 Maxi                 | CERA                                        |
| 2004   | 22.º Rally Sierra Morena         | Rafael Martínez Saco                                  | Daniel García-Ibarrola           | Mitsubishi Lancer Evo VII        |                                             |
| 2005   | 23.º Rally Sierra Morena         | Rafael Martínez Saco                                  | Rafael Marchena                  | Mitsubishi Lancer Evo VII        |                                             |
| 2006   | 24.º Rally Sierra Morena         | Juan Ángel Ruiz                                       | Marcos Rumi                      | Subaru Impreza STi N10           |                                             |
| 2007   | 25.º Rally Sierra Morena         | Emilio Segura                                         | Manuel García Espejo             | Peugeot 206 S1600                |                                             |
| 2008   | 26.º Rally Sierra Morena         | Enrique García Ojeda                                  | Jordi Barrabés                   | Peugeot 207 S2000                | CERA                                        |
| 2009   | 27.º Rally Sierra Morena         | Sergio Vallejo                                        | Diego Vallejo                    | Porsche 997 GT3 RS 3.6           | CERA                                        |
| 2010   | 28º Rally Sierra Morena          | David Pérez                                           | Alberto Chamorro                 | Peugeot 207 S2000                | CERA                                        |
| 2011   | 29.º Rally Sierra Morena         | Sergio Vallejo                                        | Diego Vallejo                    | Porsche 997 GT3 RS 3.6           | CERA                                        |
| 2012   | 30.º Rally Sierra Morena         | Miguel Ángel Fuster                                   | Ignacio Aviño                    | Porsche 997 GT3 RS 3.6           | CERA                                        |
| 2013   | 31.er Rally Sierra Morena        | Surhayen Pernía                                       | Juan Luis García                 | Mitsubishi Lancer Evo X          | CERA                                        |
| 2014   | 32.º Rally Sierra Morena         | Sergio Vallejo                                        | Diego Vallejo                    | Porsche 997 GT3                  | CERA                                        |
| 2015   | 33.º Rally Sierra Morena         | Miguel Ángel Fuster                                   | Ignacio Aviñó                    | Porsche 997 GT3                  | CERA                                        |
| 2016   | 34.º Rally Sierra Morena         | Cristian García Martínez                              | Rebeca Liso                      | Mitsubishi Lancer Evo X          | CERA                                        |
| 2017   | 35.º Rally Sierra Morena         | Cristian García Martínez                              | Rebeca Liso                      | Ford Fiesta R5                   | CERA                                        |
| 2018   | 36.º Rally Sierra Morena         | Miguel Ángel Fuster                                   | Ignacio Aviñó                    | Ford Fiesta R5                   | CERA                                        |
| 2019   | 37.º Rally Sierra Morena         | Pepe López                                            | Borja Rozada                     | Citroën C3 R5                    | CERA                                        |
| 2020   | Non couru pour cause de COVID-19 | Non couru pour cause de COVID-19                      | Non couru pour cause de COVID-19 | Non couru pour cause de COVID-19 | Non couru pour cause de COVID-19            |
| 2021   | 38.º Rally Sierra Morena         | [[José Antonio Suárez Miranda\|]] José Antonio Suárez | Alberto Iglesias Pin             | Škoda Fabia Rally2 evo           | Super Championnat d'Espagne de Rallye, Copa |
| 2022   | 39.º Rally Sierra Morena         | Pepe López                                            | Borja Rozada                     | Hyundai i20 N Rally2             | Super Championnat d'Espagne de Rallye       |
| 2023   | 40.º Rally Sierra Morena         | Jan Solans                                            | Rodrigo Sanjuan de Eusebio       | Škoda Fabia RS Rally2            | Super Championnat d'Espagne de Rallye       |
| 2024   | 41.º Rally Sierra Morena         | Diego Ruiloba                                         | Ángel Vela                       | Citroën C3 Rally2                | Super Championnat d'Espagne de Rallye       |
| 2025   | 42.º Rally Sierra Morena         | Nikolay Gryazin                                       | Konstantin Aleksandrov           | Škoda Fabia RS Rally2            | ERC                                         |
| Fuente |                                  |                                                       |                                  |                                  |                                             |

## Voyez-vous aussi
- Super Championnat d'Espagne de Rallye
- European Rallye Championship